# Dreamspace
Dreamspace es el tercer álbum de estudio de la banda finlandesa de power metal, Stratovarius. Salió a la venta el 9 de febrero de 1994, por el sello discográfico T&T Records, siendo el último álbum en que Timo Tolkki se encargara de las voces. Este es el primer disco en donde participa el nuevo bajista, Jari Kainulainen. El disco, está compuesto por 14 canciones, 15 en la edición de Japón. El entonces joven Sami Kuoppamäki substituyó al baterista Tuomo Lassila en algunas canciones hasta su recuperación.
"Wings Of Tomorrow" se lanzó como sencillo en vinilo para promocionar el disco. Publicado por "T&T Records", en 1995, compuesto por 3 canciones.

## Listado de canciones
Toda la música compuesta por Timo Tolkki. 
| N.º | Título                                           | Duración |  |
| 1.  | «Chasing Shadows»                                | 4:38     |  |
| 2.  | «4th Reich»                                      | 5:49     |  |
| 3.  | «Eyes of the World»                              | 5:56     |  |
| 4.  | «Hold on to Your Dream»                          | 3:34     |  |
| 5.  | «Magic Carpet Ride»                              | 4:49     |  |
| 6.  | «We Are the Future»                              | 5:19     |  |
| 7.  | «Tears of Ice»                                   | 5:15     |  |
| 8.  | «Dreamspace»                                     | 5:57     |  |
| 9.  | «Reign of Terror»                                | 3:28     |  |
| 10. | «Thin Ice»                                       | 4:23     |  |
| 11. | «Atlantis (instrumental)»                        | 1:07     |  |
| 12. | «Abyss»                                          | 4:59     |  |
| 13. | «Shattered»                                      | 3:29     |  |
| 14. | «Wings of Tomorrow»                              | 5:09     |  |
| 15. | «Full Moon» (Bonus track de la edición japonesa) | 4:33     |  |

## Miembros
- Timo Tolkki - Guitarra, voz
- Jari Kainulainen - Bajo
- Antti Ikonen - Teclado
- Tuomo Lassila - Batería
- Sami Kuoppamäki - baterista (invitado)